# Jajonguir Judayberdiev
Jajonguir Judayberdiev es un deportista uzbeko que compite en taekwondo. Ganó una medalla de bronce en el Campeonato Asiático de Taekwondo de 2024, en la categoría de –54 kg.

## Palmarés internacional
| Campeonato Asiático | Campeonato Asiático | Campeonato Asiático | Campeonato Asiático |
| Año                 | Lugar               | Medalla             | Categoría           |
| ------------------- | ------------------- | ------------------- | ------------------- |
| 2024                | Đà Nẵng (Vietnam)   | Medalla de bronce   | –54 kg              |